# Henryd
Henryd est un village et une communauté du borough de comté de Conwy, au pays de Galles.
Il est situé dans le nord-ouest du borough de comté, à 3 km au sud de la ville de Conwy. Au recensement de 2011, la communauté de Henryd comptait 715 habitants.